# ایلینا روس-لهتینن
ایلینا روس-لهتینن (به انگلیسی: Ileana Ros-Lehtinen) نمایندهٔ حوزه انتخابیه هجدهم فلوریدا از حزب جمهوری‌خواه ایالات متحده آمریکا در مجلس نمایندگان ایالات متحده آمریکا است که برای نخستین‌بار در ۲۹ اوت ۱۹۸۹ میلادی به‌عضویت این مجلس درآمد.